# Inselgruppe Igriș

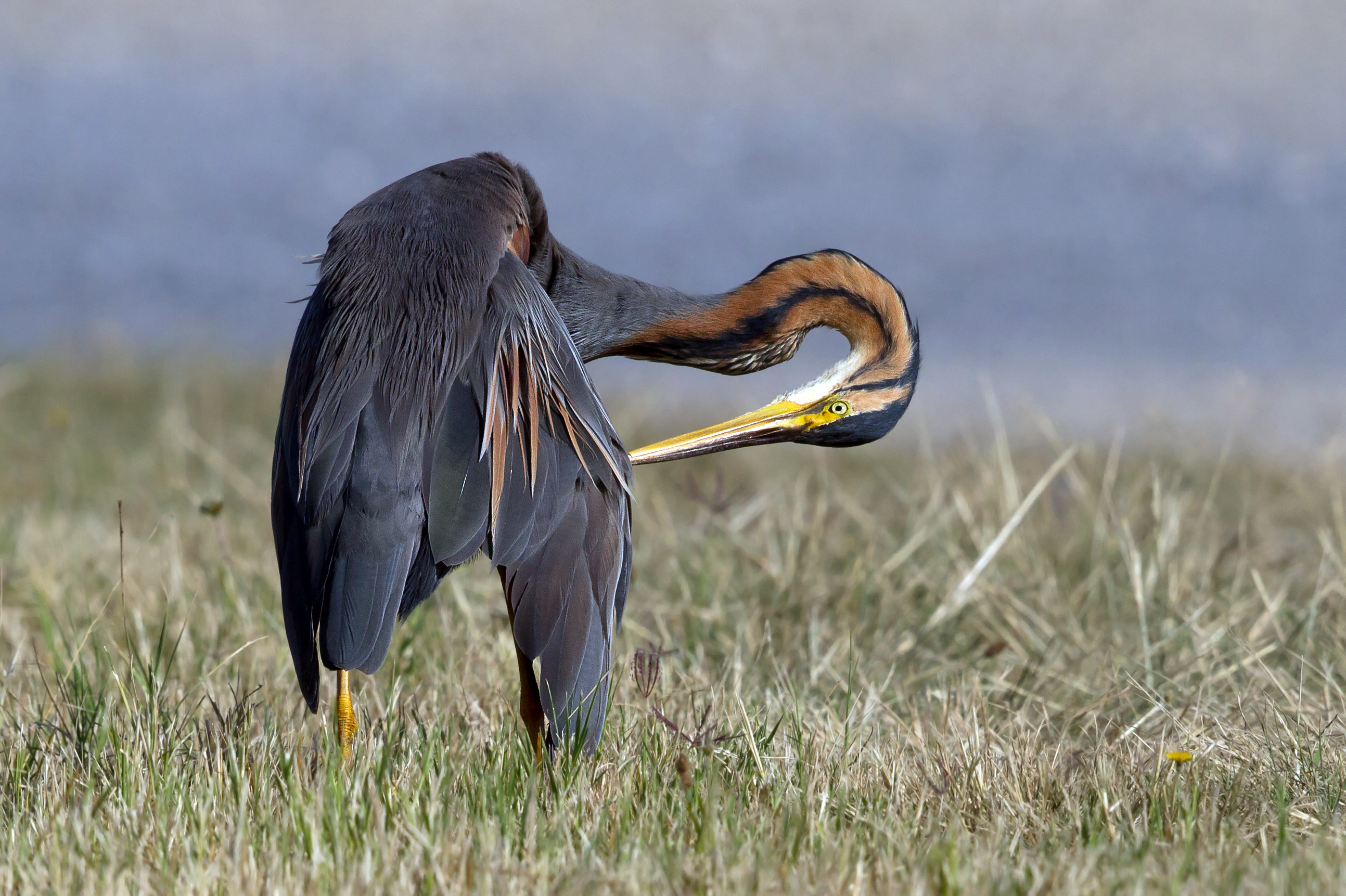
Purpurreiher

Die Inselgruppe Igriș (rumänisch: Insulele Igriș) ist ein Naturschutzgebiet der IUCN-Kategorie-IV (Vogelschutzgebiet) auf dem Areal der Gemeinde Sânpetru Mare, im Kreis Timiș, Banat, Rumänien.

## Geografische Lage
Die Inselgruppe Igriș liegt im äußersten Nordwesten des Kreises Timiș, an der Grenze zum Kreis Arad und nahe der Grenze zu Ungarn, am rechten Maroschufer, auf dem Areal des Dorfes Igriș, in der Gemeinde Sânpetru Mare.

## Beschreibung
Die Inselgruppe Igriș ist Teil des Naturparks Marosch-Auen und wurde durch das Gesetz Nummer 5 vom 6. März 2000 zum Naturschutzgebiet von nationaler Bedeutung erklärt. Sie besteht aus mehreren kleinen Inseln und hat eine Ausdehnung von 3 Hektar. 
Zahlreiche Zugvögel finden hier auf dem Durchzug einen geeigneten Lebensraum:
- Seidenreiher (Egretta garzetta)
- Nachtreiher (Nycticorax nycticorax)
- Rallenreiher (Ardeola ralloides)
- Graureiher (Ardea cinerea)
- Purpurreiher (Ardea purpurea)
- Schwarzstorch (Ciconia nigra)
- Wanderfalke (Falco peregrinus)
- Sterntaucher (Gavia stellata)
- Kormoran (Phalacrocorax carbo sinensis)
- Tagreiher (Ardeinae)